# Arthur Goring Thomas

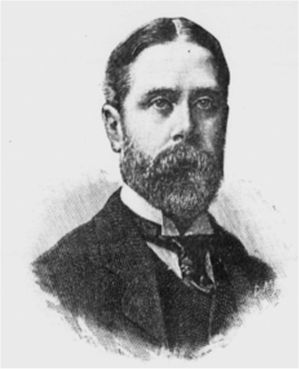
Arthur Goring Thomas.

Arthur Goring Thomas, född den 20 november 1850, död den 20 mars 1892, var en engelsk tonsättare.
Thomas, som var elev till Émile Durand i Paris, Ebenezer Prout och Arthur Sullivan i London samt Max Bruch i Tyskland, komponerade operor, bland annat Esmeralda (1883) och Nadeshda (1885), hymnen Out of the deep (1878), kantaterna The sun worshippers (1881) och The swan and the skylark (postum) samt ett hundratal solosånger och duetter. "Hans musik berömmes för dramatisk ådra och fin melodik", skriver Eugène Fahlstedt i Nordisk familjebok.